# Kylie Minogue
Kylie Ann Minogue, OBE (izgovorjava: ˈkaɪli mɪˈnoʊg), pogosto imenovana preprosto Kylie, avstralska pop pevka, tekstopiska, modna oblikovalka in filmska ter televizijska igralka, * 28. maj 1968, Melbourne, Victoria, Avstralija. 
Potem, ko je Kylie Minogue že v otroštvu pričela s svojo igralsko kariero na avstralski televiziji, je zaslovela z avstralsko telenovelo Sosedje. Leta 1987 se je osredotočila na svojo glasbeno kariero. Njen prvi singl, »Locomotion«, je sedem tednov ostal na vrhu avstralske glasbene lestvice in postal najbolje prodajan singl desetletja. Po uspehu singla je Kylie Minogue podpisala pogodbo s skupino producentov, imenovano Stock, Aitken & Waterman. Njen debitantski album, Kylie (1988), in glavni singl z albuma, »I Should Be So Lucky«, sta zasedla prvo mesto na britanski lestvici. V naslednjih dveh letih je vseh trinajst njenih singlov zasedlo eno izmed prvih desetih mest na britanski lestvici. Njen debitantski film, The Delinquents (1989), je bil finančno izredno uspešen tako v Avstraliji kot v Veliki Britaniji, a so mu kritiki dodelili v glavnem negativne ocene.
V naslednjih letih se je Kylie Minogue odločila spremeniti svojo otroško javno podobo v bolj odrasel stil. Njeni singli so še naprej ostajali uspešni, a njeni naslednji štirje albumi se niso prodajali preveč dobro, zato je leta 1992 prekinila pogodbo s producenti Stock, Aitken & Waterman in se odločila, da se bo uveljavila kot samostojna glasbenica. Njen naslednji singl, »Confide in Me«, je leta 1994 zasedel prvo mesto na avstralski glasbeni lestvici in postal velika uspešnica v večini evropskih držav. Njen duet z Nickom Caveom, »Where the Wild Roses Grow«, ji je prinesel še večjo ustvarjalno kredibilnost. Pri naslednjem albumu, Impossible Princess (1997), je Kylie Minogue sodelovala pri pisanju več pesmi. Album je bil neuspešen v Veliki Britaniji, vendar so ga dobro sprejeli v Avstraliji.
Leta 2000 je Kylie Minogue ponovno pritegnila pozornost javnosti s svojim naslednjim singlom, »Spinning Around«, s katero je nastopila na zaključni prireditvi na olimpijskih igrah v Sydneyju tistega leta. Njeni videospoti so prikazali bolj seksualno, provokativno in spogledljivo osebnost, temu pa so sledili še mnogi uspešni singli. Singl »Can't Get You Out of My Head« je zasedel prvo mesto na lestvicah v več kot štiridesetih različnih državah in njen naslednji album, Fever (2001), je postal velika uspešnica v vseh državah, v katerih je izšel, vključno z Združenimi državami Amerike, na trgu, kjer Kylie Minogue prej ni bila tako prepoznavna. Po uspehu albuma je nameravala pričeti s svetovno turnejo, ki pa jo je nazadnje odpovedala, saj je maja 2005 zbolela za rakom na prsih. Po operaciji in zdravljenju s kemoterapijo je leta 2006 s turnejo Showgirl: The Homecoming Tour ponovno oživela svojo kariero. Njen deseti glasbeni album, X, je izšel leta 2007, sledila pa mu je turneja KylieX2008. Leta 2009 je organizirala turnejo For You, For Me Tour, svojo prvo turnejo, v sklopu katere je nastopila tudi v Kanadi in Združenih državah Amerike. Naslednje leto je izdala svoj enajsti glasbeni album, Aphrodite.
Kylie Minogue je po svetu prodala več kot 68 milijonov izvodov albumov in singlov, za svoje delo pa je prejela veliko nagrad, vključno z več nagradami ARIA Awards, Brit Awards in grammy. Organizirala je mnogo uspešnih in s strani kritikov pohvaljenih turnej ter prijela nagrado Mo Award v kategoriji za »avstralskega ustvarjalca leta« za svoje nastope v živo. Leta 2008 ji je za njene »dosežke v glasbi« v Buckinghamski palači kraljica Elizabeta II. osebno podelila naziv častnice (OBE). Istega leta ji je francoska vlada za njen prispevek k francoski kulturi podelila članstvo Ordre des Arts et des Lettres. Leta 2011 so pesem »I Should Be So Lucky« vključili v avstralski narodni arhiv filma in glasbe. Istega leta je Kylie Minogue prejela častni doktorat univerze Anglie Ruskin v Veliki Britaniji za njeno prizadevanje za ozaveščanje javnosti o raku na prsih. 27. novembra 2011, na petindvajseti obletnici od prve podelitve nagrad ARIA Music Awards, je Kylie Minogue avstralska predsednica vlade, Julia Gillard, povedala, da so jo vključili v avstralsko dvorano slave. Kylie Minogue velja za najbolje prodajano avstralsko samostojno ustvarjalko v zgodovini.

## Življenje in kariera

### 1968 – 1986: Otroštvo in začetek kariere
Kylie Ann Minogue se je rodila v Melbourneu, Victoria, Avstralija kot najstarejši otrok Ronalda Charlesa Minoguea, računovodje z irskimi koreninami in Carol Anne Minogue (rojena Jones), bivše baletke iz Maestega, Wales. Tudi njena sestra, Dannii, je pop pevka in bivša sodnica v oddaji Avstralija ima talent, njen brat, Brendan, pa je snemalec novic raznih avstralskih informativnih oddaj. Kylie Minogue je s svojim bratom in sestro večino otroštva preživela v Surrey Hillsu, Melbourne, kjer so se vsi trije šolali na srednji šoli Camberwell.
Sestri Minogue sta s svojimi karierami pričeli že v otroštvu, in sicer na avstralski televiziji. Do enajstega leta je Kylie Minogue že zaigrala manjši vlogi v avstralskih telenovelah The Sullivans in Skyways in leta 1985 je dobila eno izmed glavnih vlog v seriji The Henderson Kids. Ker se je začela zanimati tudi za kariero v glasbeni industriji, je kasneje posnela demo posnetek za producente tedenske glasbene oddaje Young Talent Time, kjer je njena sestra redno nastopala. Leta 1985 je prvič zapela v oddaji, a ji niso ponudili, da bi se pridružila igralski zasedbi oddaje. Uspeh Dannii Minogue je zasenčil njene dosežke pri igranju, a leta 1986 so jo izbrali za igranje v avstralski telenoveli Sosedje, kjer je dobila vlogo Charlene Mitchell, srednješolke, ki postane mehaničarka. Telenovela Sosedje je postala izredno uspešna predvsem v Veliki Britaniji in zgodba o romanci med njenim likom in likom Jasona Donovana se je zaključila v epizodi leta 1987, v kateri se poročita in katero si je ogledalo 20 milijonov Britancev.
V Avstraliji je Kylie Minogue postala še bolj popularna potem, ko je postala prva oseba, ki je v enem večeru dobila štiri nagrade Logie Awards, najmlajša prejemnica nagrade »zlati logie« in nagrade v kategoriji za »najpopularnejšo televizijsko igralko«.

### 1987 – 1992: Stock, Aitken & Waterman inKylie
Na dobrodelnem koncertu za nogometni klub Fitzroy je skupaj z drugimi člani igralske zasedbe telenovele Sosedje in Johnom Watersom nastopila s pesmijo »I Got You Babe«, nato pa še sama s pesmijo »The Loco-Motion«. Takrat jo je opazil predstavnik založbe Mushroom Records in leta 1987 je Kylie Minogue podpisala pogodbo z založbo Mushroom Records. Njen prvi singl, »The Loco-Motion«, je sedem tednov ostal na vrhu avstralske glasbene lestvice. Prodal je več kot 200.000 izvodov in tako postal najbolje prodajan singl v Avstraliji v osemdesetih ter prejel nagrado ARIA Award v kategoriji za »najbolje prodajan singl leta«. Zaradi uspeha singla je Kylie Minogue s producentom svoje založbe, Garyjem Ashleyjem, prepotovala Anglijo, da bi sodelovala s triom Stock, Aitken & Waterman. Ker se trio zanjo ni zanimal preveč, so pozabili, da prihaja in medtem, ko je nanje čakala pred studijem, v naglici napisali pesem »I Should Be So Lucky«. Pesem je zasedla prvo mesto na lestvicah v Veliki Britaniji, Avstraliji, Nemčiji, na Finskem, v Švici, Izraelu in Hong Kongu. Tistega leta je Kylie Minogue prejela svojo drugo zaporedno nagrado ARIA Award v kategoriji za »najbolje prodajani singl leta« in nagrado v kategoriji za »posebne dosežke«. Njen debitantski glasbeni album, Kylie, ki je vključeval v glavnem dance-pop pesmi, je na britanski glasbeni lestvici ostal več kot eno leto, od tega več tednov na prvem mestu. Album je za uspešno prodajo v Združenih državah Amerike prejel zlato certifikacijo, glavni singl z albuma, »The Loco-Motion«, pa je zasedel tretje mesto na lestvici Billboard Hot 100 in prvo mesto na kanadski glasbeni lestvici. Pesem »It's No Secret« je kot singl izšla samo v Združenih državah Amerike in zgodaj leta 1989 zasedla sedemintrideseto mesto na ameriški lestvici, pesem »Turn It Into Love«, pa je kot singl izšla na Japonskem, kjer je zasedel prvo mesto glasbene lestvice.
Julija 1988 je pesem »Got To Be Certain« postala tretji singl Kylie Minogue, ki je zasedel prvo mesto na avstralski lestvici, kasneje tistega leta pa je zapustila igralsko zasedbo serije Sosedje, saj se je želela osredotočiti na svojo glasbeno kariero. Njen soigralec, Jason Donovan, je o njenem odhodu povedal: »Ko jo bodo gledalci videli na televiziji, ne bodo več videli Charlene, mehaničarke, temveč Kylie, pop zvezdnico.« Duet z Jasonom Donovanom, »Especially for You«, je v Veliki Britaniji do leta 1989 prodal več kot 1 milijon izvodov, a kritik Kevin Killian je napisal, da je bil duet »veličastno grozljiv ... v primerjavi s tem duetom pesem 'Endless Love' Diane Ross in Lionela Richieja zveni kot Mahler.« V naslednjih letih so jo mediji večkrat imenovali »pojoča ptičica«, a Chris True s spletne strani Allmusic je v svoji oceni albuma Kylie napisal, da je album uspešen predvsem zaradi njene karizme, saj se zaradi slednje »sicer grozljive pesmi da prenašati«.
Njen naslednji glasbeni album, Enjoy Yourself (1989), je požel velik uspeh v Veliki Britaniji, Novi Zelandiji, Avstraliji, Evropi in Aziji, preko njega pa so izšli nekateri izredno uspešni singli, vključno z britansko uspešnico »Hand on Your Heart,« a ni bil preveč uspešen v Severni Ameriki in Kylie Minogue je prekinila pogodbo s svojo ameriško založbo, Geffen Records. Organizirala je svojo prvo turnejo, Enjoy Yourself Tour, v sklopu katere je obiskala Veliko Britanijo, Evropo, Azijo in Avstralijo. O koncertu v Melbourneu je novinar revije Herald Sun napisal: »Bil je že čas, da nehamo vihati z nosovi in se sprijaznimo z dejstvom - dekle je zvezda.« Decembra 1989 je Kylie Minogue skupaj s še nekaj drugimi glasbeniki posnela različico pesmi »Do They Know It's Christmas« in izdala svoj debitantski film, The Delinquents, ki se je premierno predvajal v Londonu. Filmski kritiki so mu sicer dodelili predvsem negativne ocene in novinar revije Daily Mirror je o njenem nastopu napisal: »[Kylie Minogue] ima igralsko karizmo mrzle mlečne kaše.« Kljub slabim kritikam je bil film pri občinstvu precej popularen; v Veliki Britaniji je zaslužil več kot 200.000 £, v Avstraliji pa je postal četrti najbolje prodajan domač film leta 1989 in najbolje prodajan domač film leta 1990.
Z albumom Rhythm of Love (1990) je Kylie Minogue predstavila bolj uglajeno in odraslo različico plesne glasbe. Z albumom se je Kylie Minogue prvič pričela upirati svoji produkcijski skupini, ki je zanjo oblikovala bolj dekliško podobo. Odločena, da jo bo sprejelo tudi bolj zrelo občinstvo, je Kylie Minogue prevzela nadzor tudi nad snemanjem videospotov za njene single, začenši z videospotom za pesem »Better the Devil You Know«, v katerem se je prvič pokazala kot odrasla oseba, ki se zaveda svoje seksualnosti. Njeno razmerje z Michaelom Hutchenceom so mediji večkrat označili za upiranje svoji v otroštvu oblikovani podobi; Michael Hutchence je v enem izmed intervjujev dejal, da je njegov hobij »pokvarjanje Kylie« in da je pesem »Suicide Blonde« glasbene skupine INXS napisana zanjo. Singli z albuma Rhythm of Love so se zelo dobro prodajali predvsem v Avstraliji in Evropi in bili velikokrat predvajani v britanskih nočnih klubih. Pete Waterman je kasneje napisal, da je bila pesem »Better the Devil You Know« eden izmed najpomembnejših mejnikov v njeni karieri, saj je s slednjim postala »najbolj vroča, najbolj popularna plesna zvezda na sceni in njenih pesmi takrat nihče ni mogel prekositi.« Pesem »Shocked« je postala trinajsti singl Kylie Minogue, ki je zasedel eno izmed prvih desetih mest na britanski lestvici.
Maja 1990 je Kylie Minogue s svojo spremljevalno glasbeno skupino izvedla lastno različico pesmi »Help!« Beatlov pred 25.000 ljudmi na koncertu John Lennon: The Tribute Concert v Liverpoolu. Yoko Ono in Sean Lennon sta se ji zahvalila za njeno podporo dobrodelni organizaciji  The John Lennon Fund, mediji pa so njen nastop zelo hvalili. Novinar revije The Sun je napisal: »Zvezdnica telenovel nas je na koncertu v Liverpoolu res osupnila — Kylie Minogue si je res zaslužila svoj aplavz.« Njen četrti glasbeni album, Let's Get to It (1991), je zasedel petnajsto mesto na britanski glasbeni lestvici in tako postal njen prvi album, ki na tej lestvici ni zasedel enega izmed prvih desetih mest; njen štirinajsti singl, »Word Is Out«, je bil njen prvi singl, ki se na britanski lestvici ni uvrstil med prvih deset singlov, naslednja dva singla, »If You Were with Me Now« in »Give Me Just a Little More Time«, pa sta bila nekoliko uspešnejša, saj sta na lestvici zasedla drugo in četrto mesto. Kylie Minogue je s četrtim albumom opravila vse dolžnosti, zapisane v njeni pogodbi, in odločila se je, da pogodbe ne bo obnovila. Kasneje je dejala, da jo je trio Stock, Aitken & Waterman dušil in ji ni dopuščal ustvarjalne svobode: »Že od začetka sem bila zanje bolj njihova lutka kot kaj drugega. Omejevala me je moja lastna založba. Brez njihovega dovoljenja se še obrniti nisem smela.«
Album Greatest Hits je izšel leta 1992. Zasedel je prvo mesto na britanski in tretje mesto na avstralski glasbeni lestvici, in singl »What Kind of Fool (Heard All That Before)« in njena različica pesmi »Celebration« glasbene skupine Kool & The Gang sta zasedli eno izmed prvih dvajsetih mest na britanski glasbeni lestvici.

### 1993 - 1998: Založba Deconstruction,Kylie MinogueinImpossible Princess
Kylie Minogue je nazadnje podpisala pogodbo z založbo Deconstruction Records, s čimer se je pričelo novo obdobje njene kariere. Njen naslednji album, Kylie Minogue (1994), je s strani kritikov prejel mešane ocene. Album se je najbolje prodajal v Evropi in Avstraliji, kjer je singl »Confide in Me« zasedel prvo mesto na državni glasbeni lestvici. V videospotu za pesem »Put Yourself in My Place« je nastopila kot striptizeta; videospot je navdihnil film Jane Fonda, Barbarella. Ta pesem in njen naslednji singl, »Where Is the Feeling?«, sta zasedla eno izmed prvih dvajsetih mest na britanski glasbeni lestvici, album pa je zasedel četrto mesto za 250.000 prodanih izvodov v Veliki Britaniji. V tem času se je pojavila v epizodi komične serije Vikarka iz Dibleya. Režiserja Stevena E. de Souze, je navdušila njena fotografija za naslovnico avstralske revije Who, ki jo je med drugim uvrstila tudi na svoj seznam »30 najlepših ljudi na svetu«, in ji zato poleg Jeana-Claudea Van Dammea ponudil vlogo v filmu Street Fighter (1994). Film je bil predvsem v Združenih državah Amerike finančno izredno uspešen, saj je zaslužil več kot 70 milijonov $, a kritiki so mu dodelili predvsem negativne ocene; novinar revije The Washington Post, Richard Harrington, je Kylie Minogue označil za »najslabšo igralko v angleško-govorečem svetu.« Poleg Paulyja Shorea in Stephena Baldwina je zaigrala v filmu Bio-Dome (1996), ki pa je bil izredno neuspešen; novinar revije Movie Magazine International je napisal, da je film »največja potrata celuloida v vesolju.« Nato se je Kylie Minogue vrnila v Avstralijo, kjer je posnela kratki film Hayride to Hell, kmalu zatem pa je odpotovala v Veliko Britanijo, kjer je posnela film Diana & Me (1997).
Avstralski umetnik Nick Cave se je že vse odkar je slišal njeno pesem »Better the Devil You Know« zanimal za sodelovanje z njo, saj naj bi imela »eno izmed najbolj nasilnih in raztresenih besedil, a ko te besede zapoje Kylie Minogue vsa ta groza zaradi njene nedolžosti zveni prav dobro.« Prvič sta sodelovala pri pesmi »Where the Wild Roses Grow«, baladi, katere besedilo pripovedujeta morilec (Nick Cave) in njegova žrtev (Kylie Minogue). Videospot za pesem je navdihnila slika Johna Everetta Millaisa, Ofelija (1851–1852), v njem pa je Kylie Minogue večino časa igrala umorjeno žensko, ki lebdi na vodi v ribniku, nad njo pa plava kača. Singl je prejel veliko pozornosti v Evropi, kjer je na lestvicah v mnogih državah zasedel eno izmed prvih desetih mest, uspešen pa je bil tudi v Avstraliji, kjer je na državni lestvici zasedel drugo mesto, hkrati pa je prejel tudi dve nagradi ARIA Awards, in sicer v kategorijah za »najboljše pop delo« in »singl leta«. Po raznih koncertih z Nickom Caveom je Kylie Minogue med festivalom poezije v dvorani kralja Alberta na njegov predlog recitirala pesem »I Should Be So Lucky«, kar so mediji kasneje večkrat označili za »njen najbolj karizmatičen trenutek«. V mnogih intervjujih je poudarila, da je Nick Cave zaslužen za njeno samozavest pri umetniškem izražanju: »Naučil me je, da ne smem ustvarjati nečesa, kar zelo odstopa od moje prave osebnosti, še vseeno pa lahko podrobneje raziščem stvari, ki me zanimajo, saj pri tem ne bom izgubila svojega jedra. Osebno se mi je najtežje zdelo najti svoje jedro in biti popolnoma iskrena v svoji glasbi.« Leta 1997 je Kylie Minogue pričela z razmerjem s francoskim fotografom Stéphaneom Sednaouijem, ki jo je spodbujal k temu, da je ustvarjala glasbo lastnega stila. Skupaj s Stéphaneom Sednaouijem je posnela razne fotografije za promocijo albuma Impossible Princess in videospot za pesem »German Bold Italic«, njen duet s Towo Tei; oboje je navdihnila japonska kultura, predvsem vizualne kombinacije »gejš in superjunakinj iz japonskih videospotov.« Na ta album so najbolj vplivali glasbeni stili Shirley Manson, glasbene skupine Garbage, Björk, Trickyja in glasbene skupine  U2 ter japonskih glasbenikov, kot sta glasbena skupina Pizzicato Five in Towa Tei.
Album Impossible Princess je vključeval v glavnem duete Kylie Minogue z glasbeniki, kot sta James Dean Bradfield in Sean Moore. Albumu, ki je bil sestavljen iz pretežno plesnih pesmi, je sledil izid glavnega singla, pesmi »Some Kind of Bliss«. Kylie Minogue se je z albumom skušala uveljaviti tudi kot neodvisna glasbenica; v intervjuju z revijo Music Week je povedala: »Ljudem moram kar naprej dopovedovati, da to ni samo še en izmed tistih neodvisnih albumov s poudarkom izključno na kitari. Ne bom kar prijela za kitaro in takoj osupla občinstva.« Ker je želela ubežati podobi, ki so jo zanjo ustvarili ob začetku njene kariere, je bila Kylie Minogue pripravljena »pozabiti na kritike« in »sprejeti preteklost, se sprijazniti s slednjo in jo izrabiti«. Videospot za pesem »Did It Again« je bil bolj podoben videospotom, ki jih je snemala na začetku svoje kariere in kasneje je o nastajanju videospota v svoji biografiji, La La La, napisala: »Plesna Kylie, luštkana Kylie, seksi Kylie in neodvisna Kylie so se druga z drugo borile za prevlado.« Novinar revije Billboard je album opisal kot »sijajnega« in zaključil, da je »zlata komercialna priložnost za sklepanje pogodb s pomembnimi [glasbenimi založbami] za [uspeh v Združenih državah Amerike]. Natančni poslušalci bodo zaznali, da je album Impossible Princess izredno podoben Madonninemu izredno uspešnemu albumu, Ray of Light.« V Veliki Britaniji album ni bil tako uspešen; novinar revije Music Week mu je dodelil negativno oceno in dodal še: »Kyliejin vokal stopa po strmem robu ... za katerega ni dovolj močan.« Album, ki so ga ob smrti princese Diane v Veliki Britaniji preimenovali v Kylie Minogue, je postal najslabše prodajan album v njeni karieri. Ob koncu leta so v oddaji radia Virgin pričeli z oglasi, v katerih je nek glasbeni kritik dejal: »Naredili smo nekaj, kar bo izboljšalo Kyliejina dela: prepovedali smo jih.« Bralci revije Smash Hits so jo tistega leta izglasovali za »najslabše oblečeno osebo, najslabšo pevko in drugo najbolj grozljivo stvar na svetu - takoj za pajki.«
Album Impossible Princess je petintrideset tednov ostal na četrtem mestu avstralske glasbene lestvice, s čimer je postal njen najuspešnejši album od albuma Kylie, izdanega leta 1988 in zaradi uspeha albuma na tem območju je podaljšala turnejo Intimate and Live. Ob vrnitvi v Avstralijo so organizirali sprejem v Melbourneu, ki ga je vodil Jeff Kennett, guverner Viktorije; v Avstraliji je Kylie Minogue še naprej ostajala uspešna. Leta 1998 je v živo nastopila na festivalu homoseksualcev Mardi Gras v Sydneyju in na prireditvi ob otvoritvi kazina Crown v Melbourneu.

### 1999 - 2005:Light Years,FeverinBody Language
Leta 1999 je Kylie Minogue nastopila v živo na prireditvi ob odprtju studijev Fox v Sydneyju, kjer je, oblečena v Marilyn Monroe, izvedla pesem »Diamonds Are a Girl's Best Friend«, kmalu zatem pa je nastopila na božičnem koncertu v Diliju, vzhodni Timor. V tem času je nastopila tudi v avstralskem filmu Molly Ringwald, Cut (2000).
Tistega leta se je iztekla pogodba med Kylie Minogue in založbo Deconstruction Records. Posnela je duet z glasbeno skupino Pet Shop Boys, ki je pesem izdala preko svojega albuma Nightlife, nato pa je več mesecev preživela v Barbadosu, kjer je nastopala v gledališki igri Williama Shakespearea, Vihar. Ko se je vrnila v Avstralijo, je pričela s snemanjem filma Sample People in za soundtrack filma posnela lastno različico pesmi »The Real Thing« Russella Morrisa. Aprila 1999 je podpisala pogodbo z založbo Parlophone Records. Po podatkih Milesa Leonarda, direktorja založbe Parlophone, se je za spremembo glasbenega stila v njeni karieri odločila založba in ne Kylie Minogue sama, saj so verjeli, da njenega talenta založba Deconstruction ni izkoristila. Reviji HitQuarters je povedal: »Verjel sem, da je bila vokalno še vedno izjemno močna in da je zagotovo še vedno zvezdnica ... vedel sem, da bi s pravim projektom, pravimi tekstopisci, pravimi producenti, pravo skupino še vedno pritegnila veliko pozornosti.« Založba Parlophone je želela, da bi se Kylie Minogue spet uveljavila kot pop ustvarjalka, kakršna je bila na začetku svoje kariere. Miles Leonard je dodal: »A nisem si želel ustvariti še enega nametanega pop projekta, želel sem, da bi z albumom hodili po robu, da bi imel neko globino.«
Njen naslednji album, album Light Years (2000), je zbirka plesnih pesmi z disko glasbo. Kylie Minogue je dejala, da je nameravala predstaviti dance-pop glasbo v »bolj prefinjeni obliki,« ki pa bi bila še vedno »zabavna«. Album je prejel v glavnem pozitivne ocene s strani kritikov in požel velik uspeh v Aziji, Avstraliji, Novi Zelandiji in Evropi, v Veliki Britaniji pa je prodal več kot 1 milijon izvodov. Singl »Spinning Around« je postal njen prvi singl, ki je zasedel prvo mesto na britanski lestvici po desetih letih in Kylie Minogue je v videospotu za pesem nastopila v zlatih kratkih hlačah, ki so kasneje postale njen »zaščitni znak«. Singl je leta 2009 novinar revije The Times označil za znanitelja novega obdobja v synthpop glasbi. Njen drugi singl, »On a Night Like This«, je zasedel prvo mesto na avstralski in drugo na britanski glasbeni lestvici. Pesem »Kids«, njen duet z Robbiejem Williamsom, je bil vključen na njegov album Sing When You're Winning in je zasedel drugo mesto na britanski glasbeni lestvici.
Leta 2000 je Kylie Minogue na Olimpijskih igrah v Sydneyju nastopila s pesmijo skupine ABBA, »Dancing Queen«, in lastnim singlom, »On a Night like This«. Nato je pričela s svojo naslednjo turnejo, On A Night like This Tour, ki je bila v Avstraliji in Veliki Britaniji izredno uspešna, saj so prodali vse vstopnice za skoraj vse koncerte. Turnejo je navdihnila Madonnina turneja The Girlie Show (1993), ki je vključevala elemente burlesk in gledaliških predstav, William Baker pa je v svoji oceni turneje napisal, da je koncert vključeval tudi elemente Broadwayjskih predstav, kot je 42nd Street, filmov, kot sta Anchors Aweigh in South Pacific, muzikali Freda Astairea in Ginger Rogers iz tridesetih ter nastopi Bette Midler v živo. Nov material Kylie Minogue so glasbeni kritiki zelo hvalili. Za svoje nastope v živo je tistega leta prejela nagrado Mo Award v kategoriji za »ustvarjalca leta«. Po koncu turneje je v intervjuju z revijo Seattle Post-Intelligencer jo je novinar revije vprašal, kaj je njena največja dobrina in odgovorila je: »Dejstvo, da sem vsestranska. Če bi se morala odločiti za eno stvar, ki bi jo morala opravljati do konca življenja, se ne bi mogla odločiti za nekaj, pri čemer bi najbolj izstopala, saj nikjer ne izstopam. A ko vse stvari, ki jih lahko počnem, spravim skupaj, res vem, kaj delam.«
Leta 2001 se je kot Zelena vila pojavila v filmu Moulin Rouge!, ki je izšel malo pred izidom njenega naslednjega albuma, Fever, albuma, ki je vključeval predvsem elektropop in synthpop pesmi, podobne pesmim, ki jih je izdajala v osemdesetih. Album Fever je zasedel prvo mesto na avstralski, britanski in mnogih evropskih lestvicah, po svetu pa je prodal več kot osem milijonov izvodov. Glavni singl z albuma, »Can't Get You Out of My Head«, je postal najuspešnejši singl v njeni karieri, ki je zasedel prvo mesto na lestvicah v več kot štiridesetih državah. Tistega leta je Kylie Minogue prejela štiri nagrade ARIA Awards, med drugim tudi v kategoriji za »najbolj izstopajoče dosežke« in dve nagradi Brit Awards, in sicer v kategorijah za »najboljšo mednarodno žensko samostojno ustvarjalko« in za »najboljši mednarodni album«. Revija Rolling Stone je napisala, da je bila pesem »Can't Get You Out of My Head« »zagotovo najboljša in prepričljiva plesna pesem novega stoletja«, in po uspehu albuma v Avstraliji in Evropi je leta 2002 založba Capitol Records album Fever in singl izdala tudi v Združenih državah Amerike. Album Fever je debitiral na tretjem mestu lestvice Billboard 200, pesem »Can't Get You out of My Head« je zasedla sedmo mesto na lestvici Billboard Hot 100. Njeni naslednji singli, »In Your Eyes«, »Love at First Sight« in »Come into My World«, so postali svetovne uspešnice in Kylie Minogue je uspela tudi v Severni Ameriki, predvsem v nočnih klubih. Po uspehu albuma v Združenih državah Amerike je nastopila na mnogih tamkajšnjih koncertih, med drugim tudi na božičnem festivalu Jingle Ball in več koncertih v Miamiju, Anaheimu, New York Cityju, Filadelfiji in Houstonu. Leta 2003 je bila nominirana za grammyja v kategoriji za »najboljše plesno delo« za pesem »Love at First Sight«, naslednjega leta pa je prejela to nagrado v isti kategoriji za pesem »Come into My World«.
Stilist in kreativni svetovalec Kylie Minogue, William Baker, je dejal, da so videospote za single z albuma Fever večinoma navdihnili znanstveno-fantastični filmi Stanleyja Kubricka in elementi elektropop glasbe s plesnimi točkami, kakršne pripravlja glasbena skupina Kraftwerk. Alan MacDonald, ustvarjalni direktor njene turneje KylieFever Tour (2002), je na oder postavil elemente, ki so jih navdihnile »prejšnje inkarnacije« Kylie Minogue. Prva točka turneje je bil prizor Kylie Minogue v vlogi zapeljive ženske v vesolju, ki so jo opisali kot »kraljico Metropolisa z vsemi svojimi podložniki.« Prizor naj bi navdihnil film Peklenska pomaranča in njene različne osebnosti skozi njeno kariero. Kylie Minogue so končno dopuščali, da se je samostojno izražala in si ustvarila podobo »ustvarjalke, kakršna sem bila po srcu že od nekdaj.« Leta 2002 je pričela delati na animiranem filmu The Magic Roundabout, ki je v Evropi izšel leta 2005, v Združenih državah Amerike pa leta 2006; glas je posodila enemu od glavnih likov, Florence.
Kylie Minogue je potem, ko ga je spoznala na podelitvi grammyjev leta 2002, pričela z razmerjem s francoskim igralcem Olivierjem Martinezom. Njen naslednji album, Body Language (2003), je izšel po začetku turneje Money Can't Buy v Londonu. Na turneji je predstavila nov stil, ki ga je oblikovala z Williamom Bakerjem in ki ga je deloma navdihnila tudi Brigitte Bardot, o kateri je Kylie Minogue povedala: »Med snemanjem sem imela v mislih BB [Brigitte Bardot], saj, no, pravzaprav je izredno privlačna, mar ne? Je ena izmed najboljših igralk. V tistem času je bila na svoj način čarobno radikalna. Izbrala sem si jo za svoj navdih, saj ... je popolna mešanica sladkega in divjega.« Album so sestavljale pesmi v disko stilu z elementi hip hopa, na katere so po besedah Kylie Minogue v glavem vplivala dela glasbenikov iz osemdesetih, kot so Scritti Politti, The Human League, Adam and the Ants in Prince. Novinar revije Billboard je albumu dodelil pozitivno oceno: »Kylie Minogue ima šesti čut za izbiranje dobrih pesmi in dobrih producentov.« Novinar s spletne strani Allmusic je album opisal kot »skoraj popolno pop delo ... Album Body Language je tisto, kar nastane, ko se dance-pop povzpe po težji poti in se osredotoči na tisto, kar je pomembno, ne na šokiranje same sebe in drugih.« Album Body Language se je prodajal slabše kot njegov predhodnik, Fever, a prvi singl z albuma, »Slow«, je postal velika uspešnica v Veliki Britaniji in Avstraliji. Potem, ko je pesem azsedla prvo mesto na ameriški klubski lestvici, je bila nominirana za grammyja v kategoriji za »najboljše plesno delo«.
Album Body Language je v prvem tednu od izida v Združenih državah Amerike prodal več kot 43.000 izvodov, a naslednji teden se je prodaja poslabšala. Novinar revije The Wall Street Journal je Kylie Minogue opisal kot »mednarodno superzvezdnico, ki pa očitno ne more biti uspešna na ameriškem trgu«. Kylie Minogue je svoji ameriški glasbeni založbi povedala, da si ne želi zapraviti dovolj časa samo za to, da bi uspela v Združenih državah Amerike, temveč bi raje uspela drugje po svetu, kar je Billboardov analist Geoff Mayfield opisal kot »poslovno odločitev ... Če bi bil na njenem mestu, bi se tudi sam odločil podobno.« Kasneje je pevka dejala, da je njena omejena uspešnost v Združenih državah Amerike ni potrla, temveč so jo bolj potrle izjave medijev, ki so menili, da njena kariera ni izpopolnjena.
Kylie Minogue je zaigrala stransko vlogo v zadnji epizodi avstralske televizijske serije Kath & Kim, s katero je zato, ker se je njen lik v epizodi poročil, ponovno spomnila občinstvo na svoj lik Charlene iz serije Sosedje. Epizoda je postala najbolje gledana epizoda avstralske serije leta.
Novembra 2004 je Kylie Minogue izdala svojo drugo kompilacijo z največjimi uspešnicami, naslovljeno Ultimate Kylie, ter istoimenski DVD z zbirko njenih videospotov. Preko kompilacije sta izšla tudi njena naslednja singla, »I Believe in You«, pesem, ki sta jo napisala Babydaddy in Jake Shears, člana glasbene skupine Scissor Sisters in »Giving You Up«. Pesem »I Believe in You« je zasedla tretje mesto na lestvici Billboard Hot Dance Club Play, Kylie Minogue pa je bila že četrto leto zapored nominirana za grammyja v kategoriji za »najboljše dance delo«.
Zgodaj leta 2005 je Kylie Minogue v Melborneu odprla razstavo Kylie : The Exhibition. Na brezplačni razstavi je razstavila fotografije in kostume, ki so del njene kariere. Nato je pričela s svojo naslednjo avstralsko turnejo, ki jo je obiskalo 300.000 ljudi, februarja 2007 pa je v Londonu nastopila ob odprtju muzeja Viktorije in Alberta. Kmalu zatem je pričela s turnejo Showgirl: The Greatest Hits Tour, v sklopu katere je nastopila samo na nekaj koncertih v Evropi, nato pa je odpotovala nazaj v Melbourne, kjer so ugotovili, da je zbolela za rakom na prsih.

### 2006 – 2009: Showgirl: The Homecoming Tour,X, KylieX2008 in For You, for Me Tour
Novembra 2006 je Kylie Minogue z nastopom v Sydneyju ponovno pričela s turnejo Showgirl: The Homecoming Tour. Pred koncertom je v mnogih intervjujih poudarila, da bo zanjo ta nastop izredno čustven, in preden je nastop s pesmijo »Especially for You« posvetila svojemu očetu, ki je preživel raka na prostati, je jokala. Koreografijo njenih točk so predelali tako, da jih je glede na svoje zdravstveno stanje lahko izvajala, spremenili pa so tudi njene kostume. Mediji so poročali, da je bil njen nastop izredno energičen; novinar revije Sydney Morning Herald je, na primer, napisal, da je bil koncert »ekstravaganten«, njen nastop pa »nič drugega kot pravo zmagoslavje.« Na naslednjem koncertu se naj bi Kylie Minogue pridružil tudi Bono, ki je Avstralijo obiskal v sklopu svoje turneje Vertigo in skupaj naj bi izvedla svoj duet, pesem »Kids«, vendar je morala Kylie Minogue zaradi izčrpanosti nastop v zadnjem trenutku odpovedati. Za njene nadaljnje nastope na avstralskih koncertih so jo kritiki še naprej hvalili, po božiču, ki ga je preživela z družino, pa je v sklopu turneje nastopila na še nekaj koncertih v Evropi; priredila je dvanajst koncertov. Šest koncetrov v areni Wembley je bilo razprodanih, naslednjih šest pa je organizirala v Manchestru.
Februarja 2007 sta Kylie Minogue in Olivier Martinez oznanila, da sta se razšla, a da ostajata prijatelja. Kylie Minogue naj bi »zelo razžalostila v celoti neresnična poročanja o nezvestobi [Olivierja Martineza].« Svojega bivšega partnerja je ob vseh priložnostih branila in ga zagovarjala, saj naj bi jo zelo podpiral pri zdravljenju raka na prsih. V enem izmed intervjujev je dejala: »Vedno mi je stal ob strani in mi pomagal pri praktičnih rečeh, me ščitil. Bil je čudovit. Zaradi mene je velikokrat odpovedal svoje projekte, da me je lahko podpiral. Je najboljši moški, kar sem jih kdaj spoznala.«
Kylie Minogue je svoj deseti glasbeni album, ki je pritegnil veliko pozornosti medijev in s katerim se je »vrnila« na glasbeno sceno, X, izdala novembra 2007. Album z elektro pesmimi je vključeval prispevke Guyja Chambersa, Cathy Dennis, dueta Bloodshy & Avant in Calvina Harrisa. Da bi dosegla boljše vizualne učinke za promocijo albuma X, sta William Baker in Kylie Minogue tudi pri videospotu za njen prvi singl, »2 Hearts«, uporabila kombinacijo stila iz kabukškega gledališča in videza londonskih nočnih klubov. Nekaj kritikov je albumu dodelilo negativno oceno zaradi trivialnosti predmeta albuma v luči njene izkušnje z rakom na prsih; Kylie Minogue je o naravi nekaterih pesmi z albuma dejala: »Moj zaključek je, da bi, če bi posnela osebne pesmi, posnela album z naslovom Impossible Princess 2, ki bi prejel enake kritike.« Novinar revije Rolling Stone je Kylie Minogue opisal kot »vodjo načrtovanja zabav za velike pop dive« in dodal, da njen rak »na srečo njene glasbe ni spremenil v pretirano globoko.« Kasneje je Kylie Minogue dejala: »Ko gledam nazaj, se mi zdi, da bi album lahko bil boljši. A glede na čas, ki sem mu ga namenila, je kar dober. In ob snemanju sem se zelo zabavala.«
Oba, tako album X kot pesem »2 Hearts«, sta zasedla prvo mesto na avstralskih glasbenih lestvicah. V Veliki Britaniji se album X na začetku ni dobro prodajal, a kasneje je komercialno postal uspešnejši, Kylie Minogue pa je prejela nagrado Brit Award v kategoriji za »najboljšo mednarodno samostojno ustvarjalko« Album X je v Združenih državah Amerike izšel aprila 2008 in kljub promociji debitiral med zadnjimi stotimi albumi na lestvici Billboard 200. Kylie Minogue je ameriški trg označila za »zelo zapletenega … za radie moraš imeti precej poznano ime. Včasih je težko vedeti, kam na tem trgu sploh sodiš.«  Album X je bila leta 2009 nominirana za grammyja v kategoriji za najboljši elektronski/plesni album« , kar je bila njena peta nominacija za grammyja.
Decembra 2007 je Kylie Minogue nastopila na koncertu na podelitvi Nobelovih nagrad v Oslu, Norveška, kasneje pa je poleg Leona Jacksona nastopila še v britanski oddaji The X Factor; Leon Jackson je bil eden izmed tekmovalcev v oddaji, katerega mentorica je bila njena sestra Dannii Minogue. Maja 2008 je Kylie Minogue pričela promovirati album X z evropsko turnejo, KylieX2008, ki do danes ostaja njena najdražja turneja, saj so za vse pripomočke in rekvizite morali plačati 10 milijonov £. Čeprav je vaje opisala kot »mrke«, seznam pesmi, ki so jih izvajali na koncertih, pa so večkrat spremenili, je turneja požela veliko uspeha, saj so se vstopnice prodajale dobro, kritiki pa so koncertom dodeljevali predvsem pozitivne ocene.
Kylie Minogue je bila predmet dokumentarnega filma White Diamond, ki so ga snemali med letoma 2006 in 2007, ko je po zdravljenju raka na prsih ponovno pričela s svojo turnejo Showgirl Homecoming Tour. Istega leta je pričela snemati oddajo The Kylie Show, v kateri je nastopala v podrobno načrtovanih parodijah njenih lastnih pesmi; poleg nje so v skečih oddaje nastopali še Mathew Horne, Dannii Minogue, Jason Donovan in Simon Cowell. Leta 2007 je zaigrala v posebni božični epizodi serije Doctor Who, naslovljeni »Voyage of the Damned«; v epizodi je zaigrala Astrid Peth, natakarico na vesoljski ladji Titanik. Kritiki so epizodo samo v glavnem hvalili, a kritizirali nastop Kylie Minogue, ki so ga opisali kot »praznega in neokusnega«. Kljub temu si je epizodo, ki je izšla 25. decembra 2007, ogledalo več kot 13,31 milijona gledalcev, s čimer je postala najbolje gledana epizoda te serije od leta 1979.
Decembra 2007 so oznanili, da bo Kylie Minogue kraljica Elizabeta za njen prispevek h glasbi ob novem letu podelila naziv častnice (OBE) reda britanskega imperija. Kylie Minogue je ob tej priložnosti dejala: »Skoraj presenečena sem, da me je doletela takšna čast. Sem zelo ganjena, ker me Velika Britanija, moj drugi dom, sprejema na tak način.« Uradno ji je naziv častnice podelil valižanski princ, in sicer julija 2008. Maja 2008 ji je francoska vlada za njen prispevek k francoski kulturi podelila članstvo Ordre des Arts et des Lettres. Francoska ministrica za kulturo, Christine Albanel, je Kylie Minogue opisala kot »boginjo mednarodne glasbene scene, ki vse, česar se dotakne, spremeni v čisto zlato«, čestitala pa ji je tudi za javne razgovore o njenem raku. Julija 2008 so Kylie Minogue v Veliki Britaniji imenovali za »najbolj ljubljeno slavno osebo« s strani tabloidov, ki so večkrat omenjali, da je »po svojem pogumnem boju z rakom osvojila srca vsega ljudstva«, na podelitvi nagrad Brit Award leta 2008 pa je prejela nagrado v kategoriji za »najboljšo mednarodno žensko samostojno ustvarjalko«.
Pozno septembra 2008 je Kylie Minogue prvič nastopila na srednjem zahodu, in sicer na koncertu v hotelu Atlantis v Dubaju, novembra tistega leta pa je nadaljevala s turnejo KylieX2008; v sklopu turneje je nastopila še na koncertih v Južni Ameriki, Aziji in Avstraliji. S turnejo je obiskala enaindvajset različnih držav, s prodajo vstopnic pa so zaslužili več kot 70.000.000 $, zaradi česar je turneja veljala za izredno uspešno. 18. februarja 2009 je skupaj z Jamesom Cordenom in Mathewom Horneom vodila podelitev nagrad BRIT Awards.
V septembru in oktobru 2009 je Kylie Minogue nastopala na koncertih v sklopu turneje For You, For Me Tour v Kanadi in Združenih državah Amerike. Nastopila je tudi v Bollywoodskem filmu Blue, za katerega je zapela pesem A.R. Rahmana in pričela je delati na svojem enajstem glasbenem albumu, ki ga je opisala kot pop-plesno delo. 13. septembra 2009 je Kylie Minogue s pesmima »Super Trouper« in »When All Is Said and Done« nastopila na koncertu Bennyja Anderssona, posvečenega glasbeni skupini ABBA »Thank You for the Music... a Celebration of the Music of ABBA« v parku Hyde v Londonu; to je leta 2009 bil njen edini koncert v Veliki Britaniji, na katerem je nastopala v živo. 14. decembra 2009 je izdala koncertni album z naslovom Kylie: Live in New York. Album so posneli v New Yorku na koncertu v dvorani Hammerstein Ballroom, kjer je nastopila s petindvajsetimi pesmimi.

### 2010 - danes:Aphrodite
Kylie Minogue je svoj enajsti glasbeni album, Aphrodite, na Japonskem izdala 30. junija 2010, drugod po svetu pa julija tistega leta. Glavni singl z albuma, »All the Lovers«, se je na radiu prvič predvajal maja 2010, izšel pa mesec dni pozneje. Album je debitiral na prvem mestu britanske glasbene lestvice, in sicer natanko ob dvajsetletnici izida njene prve britanske uspešnice. 3. junija 2010 je vodila AmfAR-jevo prireditev »Inspiration Gala« v newyorški javni knjižnici, prirejeno v čast Jeanu Paulu Gaultierju za njegov prispevek k moški modi in boju proti AIDS-u. 25. junija 2010 se je pojavila v BBC1-jevi oddaji Friday Night With Jonathan Ross, kjer je v intervjuju potrdila, da, kadar ne dela, prebiva tudi v Veliki Britaniji in da bo nekaj njenih mest obiskala v sklopu njene prihajajoče turneje.
Julija 2010 se je Kylie Minogue kot rock zvezdnica pojavila v ameriškem neodvisnem filmu Jack and Diane. V filmu so glavne vloge odigrali Juno Temple, Riley Keough in Jena Malone. Z britansko synth pop glasbeno skupino Hurts je posnela duet z naslovom »Devotion«, ki je izšel na njihovem debitantskem albumu, Happiness, izdanem 6. septembra 2010. Drugi singl z albuma Aphrodite, pesem z naslovom »Get Outta My Way«, je izšel 27. septembra 2010. Oktobra 2010 je Kylie Minogue pred sfingo pred Keopsovo piramido v Gizi, Egipt, nastopila na svečani prireditvi ob obletnici prvega izida revije Enigma, katere dobiček so darovali dobrodelni organizaciji We Owe It To Egypt Foundation. Tretji singl z albuma Aphrodite, »Better Than Today«, je izšel 6. decembra 2010.
Njena singla »All the Lovers« in »Get Outta My Way« sta postala izredno popularna v ameriških klubih in oba zasedla prvo mesto na Billboardovi lestvici najboljših plesnih klubskih skladb. 5. marca 2011 je pesem »Better Than Today« pristala na prvem mestu te lestvice, pesem »Higher«, ki jo je posnela v sodelovanju s Taiom Cruzem, pa je na lestvici zasedla tretje mesto; tako je Kylie Minogue postala prva glasbenica, katere dva singla sta istočasno zasedla eno izmed prvih treh mest na lestvici najboljših plesnih klubskih skladb. 1. decembra 2010 je Kylie Minogue preko založbe Parlophone Records na iTunesu izdala EP z naslovom A Kylie Christmas, ki je vključeval njeni različici pesmi »Let It Snow« (1945) in »Santa Baby« (1953), ki je že pred tem izšla kot B-stran njenega singla »Please Stay« (2000). S pesmijo »Santa Baby« je nastopila na prireditvi ob prižiganju luči na božičnem drevescu v New Yorku 30. novembra 2010.
Avgusta 2011 je njena pesem »Put Your Hands Up (If You Feel Love)« zasedla prvo mesto na Billboardovi lestvici najboljših plesnih skladb, kjer je v petih letih že pet njenih pesmi, vključno s pesmijo »Higher«, precej zaporednih tednov ostalo na vrhu lestvice.
Leta 2011 je Kylie Minogue pričela s turnejo Aphrodite World Tour, v sklopu katere je nastopila na koncertih v raznih evropskih, avstralskih, severnoameriških, azijskih in afriških mestih. Novembra 2011 so izdali DVD/Blu-ray s posnetkom s koncerta v Londonu. Kylie Minogue trenutno dela na novi kompilaciji z na novo posnetimi in nekoliko preurejenimi uspešnicami, ki naj bi ga izdali ob petindvajseti obletnici njene prve uspešnice in njenega debitantskega singla, »Locomotion«.

## Podoba in status slavne osebnosti
Prizadevanja Kylie Minogue za to, da bi jo občinstvo sprejelo kot resno glasbenico, so se na začetku izkazala za precej neuspešna, saj je javnost v večini menila, da je le še ena pop zvezdnica, ki se dobro trži in bi morala »delati bolj trdo« ter raziskati nova področja popa, da bi se znebila podobe, ki si jo je ustvarila s televizijsko serijo Sosedje. Kylie Minogue se je mnenja javnosti o sebi zavedala in o tem povedala: »Če si del neke založbe, si zagotovo pop zvezdnik, ki svoje podobe ne ustvarja popolnoma sam. Si izdelek te založbe in tvoja naloga je, da se dobro prodajaš. To pa ne pomeni, da nisi talentiran ali da ne sprejemaš pomembnih kreativnih in poslovnih odločitev o tem, kaj boš storil in česa ne; odločaš tudi o tem, kam bi rad prišel.« Leta 1993 je Baz Luhrmann Kylie Minogue predstavil fotografu Bertu Sternu, ki je zaslovel s svojim sodelovanjem z Marilyn Monroe. Bert Stern jo je fotografiral v Los Angelesu in dejal, da ima tako kot Marilyn Monroe podoben ranljiv in erotičen videz. Med svojo kariero je Kylie Minogue pogosto izbirala fotografe, za katere je menila, da ji bodo pomagali ustvariti »novo« podobo, njene fotografije pa so se pojavile v najrazličnejših revijah, od manj pomembne revije The Face do modno priznanih revij, kot sta Vogue in Vanity Fair, zaradi česar je postala znana več ljudem. Stilist William Baker je v enem izmed intervjujev povedal, da je Kylie Minogue kot pop ikona tako uspešna v Evropi in Avstraliji predvsem zato, ker se je osredotočila izključno na prodajanje svojih glasbenih del.
Do leta 2000, ko je Kylie Minogue ponovno uspela, se je že uveljavila kot glasbenica z veliko mero kredibilnosti, njena kariera pa je trajala dlje, kot so na začetku napovedovali glasbeni kritiki. Istega leta je revija Birmingham Post napisala: »Nekoč, pred davnimi časi, preden smo vedeli za Britney, Christina, Jessica ali Mandy, je avstralska pevka Kylie Minogue ljudskim srcem vladala kot 'princesa popa'. Davnega leta 1988 je njen prvi singl, 'I Should Be So Lucky', na prvem mestu glasbene lestvice preživel pet zaporednih tednov in s trinajstimi singli, ki so na britanski lestvici zasedli prvo mesto, je postala ena izmed najuspešnejših ženskih glasbenic.« Svojo bivšo podobo »nedolžnega dekleta« je zamenjala s podobo bolj uglajene glasbenice z igrivo in spogledljivo osebnostjo, ki je privlačila nove oboževalce. Po videospotu za pesem »Spinning Around« so jo nekateri novinarji pričeli imenovati »SexKylie« in seks je postal eden izmed pomembnejših elementov njenih videospotov. William Baker je njen status opisal kot status seks simbola z »dvoreznim mečem«, saj naj bi »vedno skušala izrabljati svojo privlačnost, hkrati pa je ni želela izkoriščati za prodajanje njenih del. Ni si želela ogroziti tistega, kar je v resnici: pop pevka.« Po dvajsetih letih nastopanja je Kylie Minogue pričela »postavljati trende« in pogosto so jo označili za »modno ikono, ki se kar naprej obnavlja«. Poznana je bila po svojih uspešnih turnejah in uspešnemu prodajanju, saj naj bi do takrat po svetu prodala več kot 60 milijonov izvodov svojih del.
Kylie Minogue obravnavajo kot gejevsko ikono, o čemer pa je sama povedala: »Nisem običajna gejevska ikona. V mojem življenju ni bilo nobene tragedije, samo tragične obleke...« in »Moje gejevsko občinstvo je z mano že vse od začetka ... Na nek način so me posvojili.« Sama pravi, da se je svojega homoseksualnega občinstva prvič zavedla leta 1988, ko so njene pesmi pričeli izvajati mnogi transseksualci v raznih gejevskih barih v Sydneyju; kasneje je tudi sama na podoben način nastopila na nekem koncertu v Melbourneu. Dejala je, da jo je »hvaležnost [njenih] oboževalcev zelo ganila« in da je zaradi tega pričela nastopati na raznih gejevskih festivalih povsod po svetu ter vodila Sydneyjev festival gejev in lezbijk leta 1994.

»Madonna vse spremeni v lasten prid. Ogledal sem si enega od njenih koncertov v Londonu in vse skupaj je bilo tako turobno in brez humorja. V megalomaniji bi premagala še Joan Crawford. Zaradi tega je prava temačna, gejevska ikona ... Obožujem Kylie, je prava anti-Madonna. Zavedanje samega sebe je čudovita rel in Kylie se pozna tako na zunaj kot navznoter. Je, kar je in tega ji ni treba dokazovati z raznimi kvazi-intelektualnimi izjavami. Tudi ona je garancija za zabavo homoseksualnega občinstva.«

Rufus Wainwright,
 Observer Music Monthly, 2006.
Kylie Minogue so ob mnogih priložnostih primerjali z Madonno. Njen producent, Pete Waterman, je dejal, da je bila Kylie Minogue na začetku uspeha v svoji karieri kar naprej pod nadzorom njene založbe: »Želeli so jo spremeniti v novega Princea ali Madonno ... Kar pa je našla sama, je štirikrat boljše od Madonne, in sicer zato, ker predstavlja svojo lastno podobo.« Njeno turnejo za promocijo albuma Rhythm of Love leta 1991 so pogosto primerjali z Madonnino turnejo Blond Ambition World Tour iz prejšnjega leta, zaradi česar so kritiki domnevali, da želi oponašati Madonno. Kathy McCabe iz revije The Telegraph je napisala, da Kylie Minogue in Madonna sledita podobnim modnim in glasbenim trendom in da imata podoben stil, v zaključku pa je dejala: »Vsekakor sta obe na vrhu seznama najboljših pop glasbenikov. Kylie Minogue s svojimi videospoti morda pričara nekaj osuplosti, a ne more se primerjati z Madonninimi političnimi in verskimi razpravami, kjer ji ni kos nihče ... Preprosto: Madonna je temna, Kylie pa svetla sila.« Novinar revije Rolling Stone je napisal, da je Kylie Minogue ves svet, z izjemo Združenih držav Amerike, navdušila z »ikonsko podobo, ki se lahko primerja z Madonnino« in dodal: »Tako kot Madonna tudi Kylie Minogue ni virtuozna pevka, a uspela je zaradi svoje sposobnosti predvidenja raznih trendov.« O Madonni je Kylie Minogue sama povedala: »Njen velik vpliv na pop in modo pomeni, da tudi jaz nisem imuna na trende, ki jih je uvedla. Zelo jo občudujem, a na začetku je meni in meni podobnim ustvarjalcem veliko težavo predstavljalo dejstvo, da je naredila že vse, kar je lahko,« in »Madonna je kraljica popa, jaz pa princesa. S tem sem zelo zadovoljna.«
Januarja 2007 je muzej Madame Tussauds v Londonu izdal četrto voščeno figuro Kylie Minogue; več modelov je izdala samo kraljica Elizabeta II. Še v istem tednu so na »kvadratu slavnih« v areni Wembley razstavili bronast odtis njenih rok. 23. novembra 2007 so v Melbourne Docklandsu začasno razstavili njen bronast kip.
Marca 2010 so glasbeni poznavatelji dejali, da je Kylie Minogue postala »najbolj vplivna oseba v Veliki Britaniji«. Raziskave so pokazale, da prav njo tamkaj največkrat uporabljajo za oglaševanje raznih izdelkov. Mark Husak, vodja britanske medijske prakse Millward Brown, je dejal: »Kylie nasplošno jemljemo kot posvojeno Brit. Ljudje jo poznajo, všeč jim je in obdaja jo neka pozitivna energija.«

## Rak
17. maja 2005 so Kylie Minogue diagnosticirali raka na prsih, zaradi česar je prenehala s turnejo Showgirl – The Greatest Hits Tour in je odpovedala svoje sodelovanje pri festivalu Glastonbury. Njena hospitalizacija in zdravljenje v Melbourneu sta bila pogosto omenjena v raznih tabloidih in celo avstralski predsednik vlade John Howard je izdal izjavo, v kateri je izrazil svojo podoporo Kylie Minogue.
Ko so mediji in oboževalci pričeli nadlegovati Kylie Minogue in njeno družino na njihovih domovih v Melbourneu, je viktorijski premier Steve Bracks dejal, da so motnje nje in njenih sorodnikov proti avstralskim zakonom in jih ne bodo tolerirali. Njegov komentar je javnost množično kritizirala, saj naj bi javno kritiziral paparazze. 21. maja 2005 je Kylie Minogue odšla na operacijo v bolnišnico Cabrini v Malvernu in kmalu zatem pričela s kemoterapijo.
8. julija 2005 se je Kylie Minogue prvič po operaciji pojavila na televiziji, saj so posneli njen obisk otrok z rakom v bolnišnici Royal Children's Hospital v Melbourneu. Nato se je vrnila v Francijo, kjer je v inštitutu Gustave-Roussy v Villejuifu, mestu blizu Pariza, končala s svojo kemoterapijo. Decembra 2005 je izdala digitalen singl »Over the Rainbow«, ki ga je kasneje ponovno izdala oktobra 2006, malo prej tistega leta, novembra, pa je izdala še svojo novo dišavo, »Darling«. Temu je sledila promocija raznih pripomočkov za osebno nego znamk Pink Sparkle, Couture in Inverse. Ko je v Avstraliji ponovno pričela s svojo prej ukinjeno turnejo, je Kylie Minogue spregovorila o zdravljenju svoje bolezni; dejala je, da se je po kemoterapijah vedno počutila, kot da bi »nanjo padla nuklearna bomba«. Ko se je leta 2008 pojavila v oddaji The Ellen DeGeneres Show je dejala, da so se zdravniki pri postavljanju njene diagnoze na začetku zmotili. Povedala je: »Če imajo velike instrumente in bele plašče, še niso nezmotljivi,« a kasneje je izrazila veliko spoštovanje do medicine.
Kylie Minogue se je zavedala vpliva svojih javnih izjav o raku na javnost; maja 2008 je francoska ministrica za kulturo, Christine Albanel, dejala: »Zdravniki sedaj opažajo celo 'Kyliejin efekt' na mlade ženske, ki so pričele redno hoditi na preglede dojk k svojemu osebnemu zdravniku.«

## Filmografija

### Filmi
| Leto | Naslov                                | Vloga                                          |
| ---- | ------------------------------------- | ---------------------------------------------- |
| 1989 | The Delinquents                       | Lola Lovell                                    |
| 1994 | Street Fighter                        | Cammy                                          |
| 1995 | Hayride to Hell (kratek film)         | Dekle                                          |
| 1996 | Misfit (kratek film)                  |                                                |
| 1996 | Bio-Dome                              | Dr. Petra von Kant (cameo)                     |
| 1997 | Diana & Me                            | Ona                                            |
| 2000 | Cut                                   | Hilary Jacobs (cameo)                          |
| 2000 | Sample People                         | Jess                                           |
| 2001 | Moulin Rouge!                         | Zelena vila (cameo)                            |
| 2005 | The Magic Roundabout (animirani film) | Florence (voice)                               |
| 2007 | White Diamond (dokumentarni film)     | Ona                                            |
| 2009 | Blue                                  | Poseben pojav med izvedbo pesmi »Chiggy Wiggy« |
| 2009 | Go Bananas                            | Poseben pojav med izvedbo pesmi »Monkey Man«   |
| 2011 | Jack and Diane                        | Tara                                           |
| 2012 | Holly Motors                          |                                                |

### Televizija
| Leto      | Naslov                                         | Vloga                          |
| --------- | ---------------------------------------------- | ------------------------------ |
| 1979      | The Sullivans                                  | Carla                          |
| 1980      | Skyways                                        | Robin                          |
| 1985      | The Henderson Kids                             | Charlotte »Char« Kernow        |
| 1985      | The Zoo Family (epizoda »Yvonne the Terrible«) | Yvonne                         |
| 1986      | Fame And Misfortune                            | Samantha Collins               |
| 1986-1988 | Sosedje                                        | Charlene Robinson              |
| 1989      | The Comedy Company                             | Rebecca/ona                    |
| 1995      | Vikarka iz Dibleya                             | Ona                            |
| 1997      | Men Behaving Badly                             | Ona                            |
| 2002      | Saturday Night Live                            | Ona                            |
| 2004      | Kath & Kim (epizoda »99% Fat Free«)            | Odrasla Epponnee-Rae Craig/ona |
| 2007      | Doctor Who (epizoda »Voyage of the Damned«)    | Astrid Peth                    |
| 2007      | The Kylie Show                                 | Ona                            |
| 2009      | Horne & Corden (sezona 1, epizoda 5)           | Ona                            |

## Diskografija
- Kylie (1988)
- Enjoy Yourself (1989)
- Rhythm of Love (1990)
- Let's Get to It (1991)
- Kylie Minogue (1994)
- Impossible Princess (1997)
- Light Years (2000)
- Fever (2001)
- Body Language (2003)
- X (2007)
- Aphrodite (2010)
- Kiss Me Once (2014)
- Kylie Christmas (2015)
- Golden (2018)
- Disco (2020)